# 박철준
박철준(朴喆俊, 1901년 11월 22일 ~ 1941년 6월 21일) 대한민국의 독립운동가다.

## 별칭
아명(兒名)은 박예겸(朴銳謙)·박지훈(朴至勳)·박지원(朴枝垣), 호(號)는 동풍(東風)·필목(弼牧)·필암(泌巖)·우석(雩石)·강포(江浦)이다.

## 생애

### 어린 시절과 학창 시절
경기도 인천 제물포 용동촌(京畿道 仁川 濟物浦 龍洞村)에서 출생하였으며 지난날 한때 경기도 강화군 교동면 대룡리(京畿道 江華郡 喬桐面 大龍里)에서 잠시 유아기를 보낸 적이 있는 그는 1914년 인천고등상업학교에 입학하였다.

### 3·1 대한 독립 만세 운동
1919년 3월 6일 일제 강점기 시대 경기도 인천 제물포 우각리(京畿道 仁川 濟物浦 牛角里)의 인천고등상업학교(仁川高等商業學校)에서는 3·1 대한 독립 만세 운동에 호응하여 동맹 휴교가 전개되고 있었던 시절 5일차였다. 그런데 인천고등상업학교 직원과 관련 관할 경찰은 전화로 내통하면서 동맹 휴교 중인 학생들의 행동을 조사하고 감시하였다. 그 결과 재학생들도 자주 엄중한 취조를 받게 되었기에, 박철준은 김명진(金明辰) 등과 협의를 하여 차라리 먼저 통신을 방해하고자 계획하였다. 1919년 3월 8일 당일 21시경을 기하여 동지들과 함께 인천고등상업학교 동교(同校) 내에 들어가 박철준은 망을 보고 박철준의 인천고등상업학교 후배 김명진은 기물로써 함께 가지고 간 전선 절단용 가위로 동교 2층에서 전화 공중선을 절단하고 아래 층 사무실의 전화 수화기를 파괴하였다.
이 일로 인해 박철준은 일경에 체포되어 퇴학된 후 1919년 6월 21일을 기하여 경성지방법원에서 소위 보안법 및 전신법 위반 등으로 태형(笞刑) 90도(度)를 받았다. 

### 3·1 만세 운동 이후와 만년
그 후 1921년 중화민국 장쑤 성 상하이로 망명하여 대한민국 임시정부 예하에서 1921년에서 1931년까지 한국독립당 행정자치위원을 지냈으며 1931년 한국독립당 탈당하였지만 이후 1932년 한국독립당 복당하여 한국독립당 국가민족군사책략위원 직을 1년간 지냈고 1933년 한국독립당 재탈당을 하였다. 그 후 소작농과 나막신 장수 등으로 소일하다가 병을 얻어 투병하였으며 1938년 중화민국 푸젠 성 푸저우에서 귀국한 그는 경기도 장단에서 요양 중 1941년에 병사하였다. 그의 유해는 화장을 하여 경기도 인천 향리 월미도 앞바다에 뿌려졌다.

### 학력
- 1914년 경기도 인천 부평보통학교 졸업
- 1919년 경기도 인천고등상업학교 중퇴

## 사후
- 그의 사후 대한민국 정부에서는 고인의 공훈을 기리어 2009년 3월 1일, 대한민국 대통령 표창장을 추서하였다.